# Fissistigma acuminatissimum
Fissistigma acuminatissimum Merr. – gatunek rośliny z rodziny flaszowcowatych (Annonaceae Juss.). Występuje naturalnie w Wietnamie oraz w południowej części Chin (w prowincjach Junnan i Kuejczou). 

## Morfologia
PokrójZimozielone i zdrewniałe liany dorastające do 8 m wysokości. Młode pędy są owłosione.
LiścieMają kształt od lancetowatego do podłużnie lancetowatego. Mierzą 7–17 cm długości oraz 2–4 cm szerokości. Są owłosione od spodu. Nasada liścia jest klinowa. Blaszka liściowa jest o spiczastym wierzchołku. Ogonek liściowy jest owłosiony i dorasta do 5–12 mm długości.
KwiatySą pojedyncze lub zebrane po 2–4 w wierzchotki, rozwijają się na szczytach pędów lub naprzeciwlegle do liści. Działki kielicha mają owalnie trójkątny kształt, są owłosione od wewnętrznej strony i dorastają do 6–8 mm długości. Płatki mają zielonobiaławą barwę, zewnętrzne są owłosione od wewnątrz, mają owalnie lancetowaty kształt i osiągają do 2 cm długości, natomiast wewnętrzne są okrągłe, owłosione od wewnętrznej strony i mierzą 1,5 cm długości. Kwiaty mają owłosione słupki o podłużnym kształcie. Podsadki mają owalnie lancetowaty kształt.
OwoceZebrane w owoc zbiorowy o kulistym kształcie. Są omszone, osadzone na szypułkach. Osiągają 12 mm średnicy.

## Biologia i ekologia
Rośnie w lasach. Występuje na wysokości od 900 do 1900 m n.p.m. Kwitnie od marca do listopada, natomiast owoce pojawiają się od czerwca do grudnia.